# Geomonumento

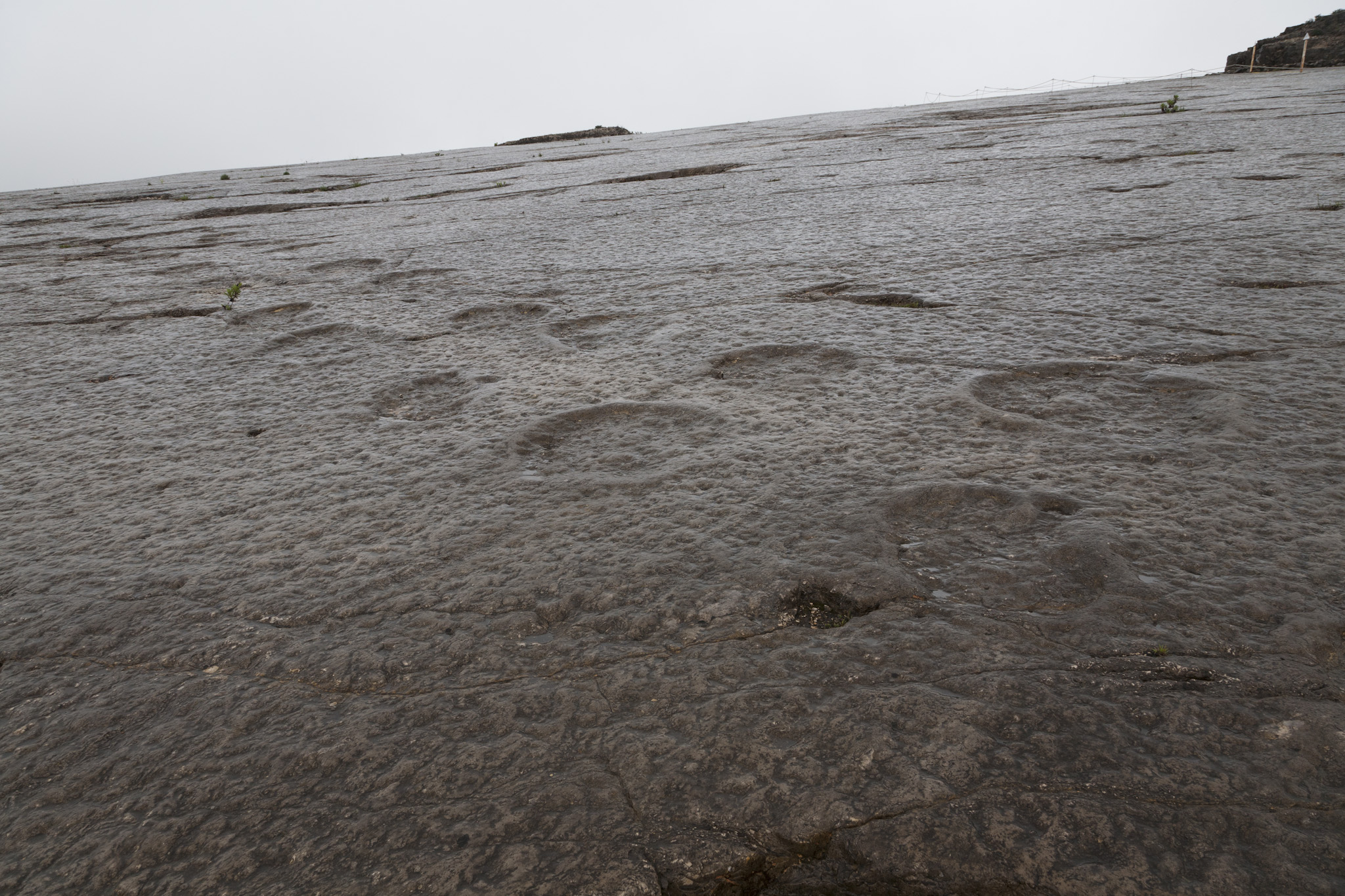
Pegadas no Monumento Natural das Pegadas de Dinossáurio de Ourém - Torres Novas.

Geomonumentos são ocorrências geológicas que, pela sua elevada importância e pelo facto de constituírem recursos valiosos não renováveis, devem ser preservados e respeitados. Geomonumentos são assim monumentos naturais de origem geológica.
Por sua vez, monumento natural é uma ocorrência natural contendo um ou mais aspetos que, pela sua singularidade, raridade ou representatividade em termos ecológicos, estéticos, científicos e culturais, exigem a sua conservação e a manutenção da sua integridade.
Existem em Portugal vários geomonumentos classificados como monumento natural:
- Monumento Natural das Pegadas de Dinossáurio de Ourém - Torres Novas
- Monumento Natural de Carenque
- Monumento Natural da Pedra da Mua
- Monumento Natural da Pedreira do Avelino
- Monumento Natural dos Lagosteiros
- Monumento Natural do Cabo Mondego